# Vadiagem
No contexto do Direito penal brasileiro, mais especificamente no âmbito da lei de contravenções penais de 1942, a vadiagem configur infração penal de quem se entrega "habitualmente à ociosidade, sendo válido para o trabalho, sem ter renda que assegure meios bastantes de subsistência, ou de prover a própria subsistência mediante ocupação ilícita". A origem da criminalização da vadiagem no país é, no entanto, muito anterior, aparecendo por exemplo no Código Penal de 1890, no qual vadio incluía a exibição pública de "exercícios de habilidade e destreza corporal conhecidos pela denominação de capoeiragem".